# Łuk (notacja muzyczna)

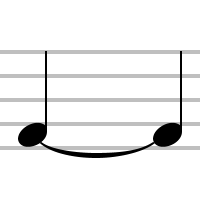
Przykład zastosowania

Łuk – symbol graficzny w notacji muzycznej, służący do wydłużania wartości rytmicznych. Łączy on dwie nuty zapisane na tej samej wysokości. W zapisie tworzy on wygiętą linię. Jego zastosowanie oznacza, że wartość rytmiczna pierwszej nuty zostaje przedłużona o wartość rytmiczną drugiej, ale dźwięk tej drugiej nie zostaje już powtórzony. W melodiach jednogłosowych łuk jest notowany po przeciwnej stronie ogonka.